# SC Salgueiros
SC Salgueiros, offiziell „Sport Comércio e Salgueiros“, ist ein portugiesischer Sportverein. Er wurde am 8. Dezember 1911 gegründet und ist in Paranhos, Porto beheimatet.
Neben Fußball betreibt der Verein die Abteilungen Wasserball, Handball, Schach und Leichtathletik.

## Fußball
Das Heimstadion hieß Estádio Engº Vidal Pinheiro. Die Vereinsfarben sind Rot und Weiß.
Nachdem Salgueiros noch in der Saison 2001/02 in der Superliga gespielt hatte, befand sich der Verein im stetigen sportlichen und wirtschaftlichen Abstieg, der mit der Auflösung der 1. Mannschaft in der Saison 2004/05 endete. So wurde das Stadion an die Stadt Porto verkauft; auf dem Gelände sollte eine U-Bahn-Station gebaut werden.
2008 wurde der Spielbetrieb im Fußball unter dem Namen Sport Clube Salgueiros 08 wieder aufgenommen.
Bekannte Trainer waren Humberto Coelho (1986) und Carlos Secretário (2012–2013). Zu den bekannten Spielern gehörten Ricardo Sá Pinto (1987–1994) und Pedro Espinha (1994–1997).

## Handball

### Erfolge
- Meister im Hallenhandball: 1953
- Meister im Feldhandball: 1963 und 1964